# Preuniversitario Popular Victor Jara

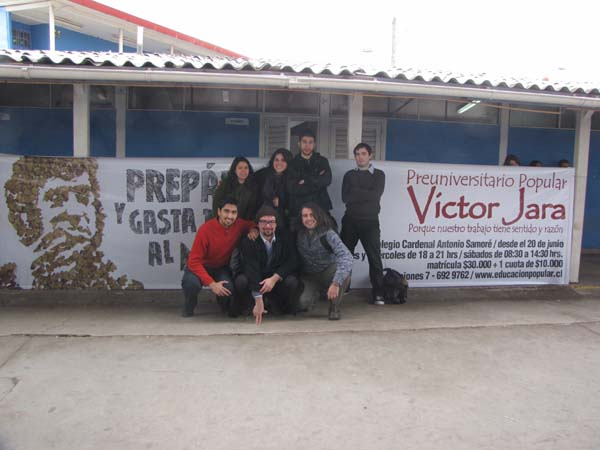
Miembros Equipo 2009.

El Preuniversitario Popular Victor Jara es una institución educativa sin fines de lucro de la ciudad de Santiago de Chile, que actualmente acoge a estudiantes que no pueden costearse un Preuniversitario comercial, dándoles una alternativa para potenciar su aprendizaje y de esta manera, romper con la brecha educacional entre los hogares de mayores y de menores ingresos, lo que condiciona su ingreso a la Universidad. El nombre del preuniversitario es en honor al cantautor y activista político y social chileno, Víctor Jara. 

## Historia
Fundado en el año 2002, en el seno del Centro de Alumnos de la Escuela de Gobierno y Gestión Pública de la Universidad de Chile, con la intención de romper con la creciente brecha educacional, recibiendo estudiantes que tengan la posibilidad de recibir una formación preuniversitaria, y que posean potencial académico y compromiso de esfuerzo, además el proyecto considera, como se menciona en el sitio web del preuniversitario: "dar cabida a la vocación de servicio social del estudiantado universitario, como también recuperar los espacios públicos en pro del bien común. Teniendo siempre presente la premisa de que la Universidad es por y para estudiantes y que es nuestra obligación hacer en ella Universidad, y como ente público utilizar sus instalaciones en pro del desarrollo de la sociedad".

## Sedes
Actualmente en 4 sedes, distribuidas en diferentes puntos de la ciudad de Santiago:
- Santiago Centro Escuela de Gobierno y Gestión Pública, Universidad de Chile
- La Florida Colegio Andares de La Florida
- Lo Prado Liceo Gladys Valenzuela
- Recoleta Liceo Paula Jaraquemada

## Noticias
Preuniversitario Popular Víctor Jara: Comprometido con la educación (enlace roto disponible en Internet Archive; véase el historial, la primera versión y la última).
224 alumnos del Preuniversitario Víctor Jara quedaron en la Universidad